# Israel Olai Leimontinus
Israel Olai Leimontinus, född 1622 i Kalmar, död 1697, var en svensk präst i Förlösa församling. Han är upphovsman till Rappehandskriften.

## Biografi
Israel Olai Leimontinus föddes 1622 i Kalmar. Han blev 1653 konsistorienotarie. Leimontius blev 1677 kyrkoherde i Förlösa församling. Han avled 1697.
År 1671 gav Leimontinus och provpsalmbok med noter till Kalmar domkapitel. Som bland annat innehöll egenkomponerade melodier. Psalmboken skickades vidare av biskop Henning Schütte till ärkebiskopen Johannes Baazius den yngre och prästeståndet i riksdagen. Man valde att inte anta psalmboken då det skulle uppstå förvirring om varje del i landet skulle få ha sin egen psalmbok. Kyrkan hade sedan tidigare antagit Uppsalapsalmboken. Leimontinus är upphovsman till Rappehandskriften.
Leimontinus undervisade i sång och han införde instrumentalundervisning i Kalmar skola.